# هنری چالان
هنری چالان (انگلیسی: Henri Challan; ۱۲ دسامبر ۱۹۱۰ – ۱۸ فوریهٔ ۱۹۷۷) آهنگساز، مربی موسیقی، و استاد دانشگاه اهل فرانسه بود.
وی همچنین برندهٔ جوایزی همچون جایزه بزرگ رم شده‌است.